# لالینتسه
لالینتسه (به صربی: Lalince) یک منطقهٔ مسکونی در صربستان است که در ناحیه پچینیا واقع شده‌است. لالینتسه ۱۵۰ نفر جمعیت دارد.